# Eritreas flagga
Eritreas flagga består av en grön och en blå rätvinklig triangel med kortsidan vid den yttre kanten, och en röd likbent triangel med basen vid den inre kanten med en gyllene olivkvist omgiven av en krans. Flaggan antogs av Eritrea den 5 december 1995 och har proportionerna 1:2.

## Symbolik
Den gröna triangeln symboliserar välstånd, framsteg och utveckling, den röda triangeln representerar folkets uppoffringar för friheten och oberoendet, och den blå triangeln hänvisar till havet och dess rikedomar. Emblemet är en krans av olivblad, en symbol för fred som samtidigt står för Eritreas självstyre.

## Historik
Den moderna eritreanska flaggan bygger på en flagga som användes av befrielserörelsen EPLF (Eritrean People's Liberation Front), som istället för kransen med olivkvisten hade en stjärna i den röda inre triangeln. Kransen med olivkvisten och den blå färgen kommer från den eritreanska flagga som var i bruk från det att Eritrea bildade en federation med Etiopien 1952 till dess att landet annekterades av Etiopien 1962. Den ljusblå nyansen påminner om motsvarande blå färg i grannlandet Djiboutis flagga och även i Etiopiens flagga, men detta är en ren tillfällighet.

### Tidigare flaggor

Eritreas flagga 1952-1962
Befrielserörelsen EPLF:s flagga
Eritreas flagga 1993-1995